# Ropica lineatithorax
Ropica lineatithorax är en skalbaggsart som beskrevs av Maurice Pic 1927. Ropica lineatithorax ingår i släktet Ropica och familjen långhorningar.
Artens utbredningsområde är:
- Laos.
- Nepal.

Inga underarter finns listade i Catalogue of Life.